# 주세페 베르디
주세페 포르투니노 프란체스코 베르디(이탈리아어: Giuseppe Fortunino Francesco Verdi, 1813년 10월 10일 - 1901년 1월 27일)은 이탈리아의 작곡가로, 주로 오페라를 작곡하였다. 그는 19세기 이탈리아 오페라의 가장 영향력있는 작곡가이다. 베르디의 작품은 세계 각지 유수의 오페라 극장에서 자주 상연된다.

## 생애
베르디는 에밀리아로마냐 주 파르마현에서 1813년 10월 10일에 태어났다. 그의 아버지는 당시 주로 행상들을 상대로 조그마한 여인숙 겸 잡화상을 경영하였다. 소년 시절의 베르디에게는 이른바 천재 소년다운 에피소드는 아무것도 전해져 있지 않지만 시골에서는 다소 그 음악적 재능이 눈에 띌 정도였다. 1832년 5월 18세 때 고향을 떠나 밀라노로 가서 밀라노 음악원의 입학시험을 보았으나 실패했다. 음악원의 판정은 첫째로 음악원의 입학 자격 연령을 4세나 초과한 것, 둘째는 그런데도 불구하고 베르디의 음악은 서투르고 소박하다 하였다. 결국 베르디는 밀라노에서 개인교수를 받아 작곡공부를 시작했다.
이듬해 베르디에게 기회가 왔다. 밀라노 악우협회(樂友協會)가 하이든의 오라토리오 <천지창조>를 연주했을 때 베르디는 대리 지휘자 역할을 했는데 이 때의 역량이 인정되어 악우협회로부터 오페라 작곡을 의뢰받은 것이다. 이리하여 최초의 오페라 <산 보니파치오의 백작 오베르토>가 작곡될 예정이었으나, 1834년에 베르디는 취직 차 일단 귀향하였고 1836년 아버지 친구의 딸과 결혼했다. 그러나 이 동안에도 밀라노의 화려한 오페라 분위기를 잊을 수가 없어 1839년 처자를 데리고 밀라노로 이주하였다. 이 해 <산 보니파치오의 백작 오베르토>가 밀라노 스칼라극장에서 초연되어 다소의 성공을 거뒀다. 26세 때의 일이었다. 유명한 악보 출판업자인 조반니 리코르디가 이 오페라의 출판을 신청해 왔고, 스칼라 극장에서도 3편의 오페라의 작곡을 의뢰해 왔다. 전도가 양양하였으나 아들과 처를 차례로 잃어버리고, 더욱이 스칼라 극장이 오페라 부파를 작곡해 줄 것을 요구했기에 구상을 변경해서 <하루 만의 임금님>을 작곡했으나 무참히 실패하여 자신을 잃은 베르디는 한때 작곡을 단념했을 정도였다.
그러나 친구들의 원조나 조언으로 베르디는 이 위기를 극복하여 1842년부터 1850년에 걸쳐 14곡의 오페라를 썼다. 이러한 작품 가운데에는 <제1회 십자군의 롬바르디아인>(1843), <에르나니>(1844), <잔 다르크>(1845), <레냐노 전투>(1849) 등 애국적인 독립정신을 구가한 작품이 특히 뛰어났다. 당시의 이탈리아는 오스트리아나 프랑스의 압박하에 있어 완전한 독립국이라고는 할 수 없는 상태였다. 물론 이탈리아 독립 운동의 외침도 점차 높아졌으나 베르디의 오페라는 그러한 이탈리아인들의 기분을 대변하는 것이었다. 그리고 베르디는 오페라에 애국주의를 주입함으로써 오페라에 새로운 생명을 불어넣었다. 이 시기의 베르디는 이탈리아인으로서 참으로 애국의 상징이었다.

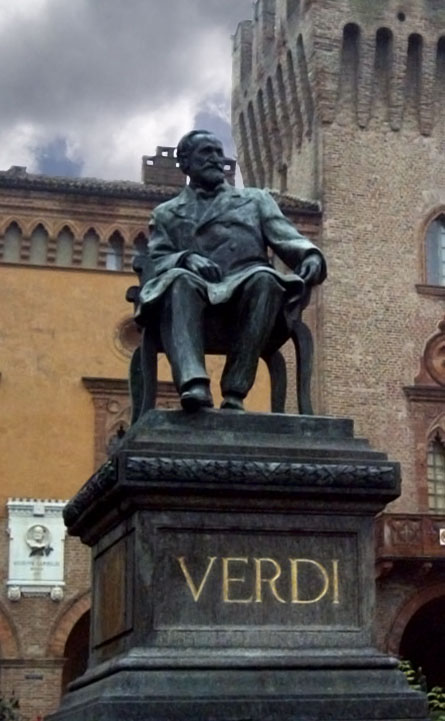
베르디의 상
(루이지 세키, 이탈리아 부세토)

명성이 높아짐에 따라 국외로부터도 초청되어 런던이나 파리에서 자작을 상연하여 이탈리아 오페라의 대표적 작곡가로 간주되기에 이르렀다. 그러나 오늘날 이 오페라들은 베르디의 대표작으로는 생각되고 있지 않다. 사실 19세기 중엽의 이탈리아인들을 열광시킨 것은 사실이나 베르디가 참으로 원숙된 오페라 작곡가로서의 모습을 보인 것은 1850년 이후의 일이다.
1850년 37세의 베르디가 40일 동안 단숨에 작곡해낸 <리골레토>는 이듬해 3월 베네치아에서 초연되어 오페라 사상 드물게 보는 영광을 불러일으켰다. 베르디도 다소 자신을 가졌던 듯하며 특히 유명한 아리아 <여자의 마음>은 초연 전에 거리의 사람들에게 알려지는 것을 피하기 위해서, 무대연습 때에도 가수에게 악보를 주지 않고 초연의 전야 겨우 악보가 주어졌다고 한다. 베르디의 생각대로 이 아리아는 일세를 풍미한 명가가 되었고 그의 명성은 더욱더 상승했다.
<리골레토> 이후의 베르디는 그의 독특한 선율미와 극적 구성력을 마음껏 구사하여 여러 가지 인간감정, 등장인물을 정확히 묘사하여 여러 가지 걸작을 세상에 내놓았다. <일트로바토레>(1853), <라 트라비아타>(1853), <돈 카를로스>(1867), <아이다>(1871), <오텔로>(1887), <팔스타프>(1893) 등이 그 주된 작품이다. 이와 같은 작품에서 전과 같은 애국주의는 후퇴하고 어떤 정황, 또는 환경에서의 '인간 그 자체'의 표현이 의도되기에 이른다. 그리하여 '인간성'을 오페라로 표현하는 데 있어서는 아마 모차르트와 비견할 만한 최고봉이라 하겠다. <리골레토>, <라 트라비아타>, <아이다> 모두가 비극이나, 셰익스피어의 명작으로 된 <오텔로>는 비극 오페라의 최고봉이다. 셰익스피어가 쓴 인간성을 이만큼 훌륭히 오페라화할 수 있었던 작곡가는 아직까지 없다. 같은 셰익스피어로 된 <팔스타프>는 베르디의 유일한 희극이다. 여기에는 오페라 부파의 정신 승화, 고답적인 웃음의 교묘한 음악화가 보인다.
오페라 사상 이와 같은 불멸의 작품이 작곡된 시기에 베르디의 신변에도 잡다한 변화가 일어났다. 1859년 재혼하고 1861-1865년 통일 이탈리아 왕국의 국회의원이 되는 등 음악 이외의 일로 나날이 바빠졌다. 한편, 오페라 이외의 작품도 착수하였는데 최대 걸작은 이탈리아의 애국시인 알레산드로 만초니의 죽음을 애도하여 쓴 <레퀴엠>이다. 부와 명성에 둘러싸인 베르디는 1901년 1월 27일 밀라노의 한 호텔에서 향년 88세의 일생을 마쳤다. 이탈리아 오페라 사상 우뚝선 이 거장, '소리'를 위하여 일생을 건 이 거장의 죽음을 슬퍼하여 장례식에는 20만이 넘는 대군중이 참가하였다고 한다.

## 평가
그는 이탈리아 오페라 사상 최대의 작곡가이다. 소리를 중심으로 한 이탈리아 오페라의 전통을 밟아 오케스트라 및 연극적 효과를 이용하여 이탈리아 오페라에 이상적인 양식완성을 가져왔다.
그는 이탈리아 가극의 장점인 성악적인 아름다움을 남김없이 활용하면서 극적 진실성을 존중한 개성적인 표현을 하였다. 만년에는 바그너의 영향을 받은 관현악법을 사용하여 장대한 가극을 창작하였다. 러시아에서 의뢰받은 <운명의 힘>은 중기의 대표작이며, 이집트 정부의 의뢰로 작곡한 <아이다>는 그의 종래 작품의 집대성으로서, 관능적이며 현실적인 감각에 선율미, 극적 표현력, 기타의 요소가 훌륭하게 결합된 걸작이다. 10여 곡의 오페라 외에 종교곡으로서 <진혼 미사곡>과 가곡, 실내악곡으로 현악4중주 E단조 등이 있다.
비록 그의 작품이 때로는 전반적으로 반음계적인 음악 어법보다는 온음계를 사용하고, 멜로드라마 경향으로, 일반 민중의 취향을 전달한다는 비난을 받지만, 베르디의 위대한 작품들은 작곡된 후 한세기 반 동안, 일반 오페라 공연 목록을 장악하였다.

## 오페라
| 작품 제목                                   | 원어 제목                      | 대본가                            | 초연 장소                     | 초연 시기 |
| ------------------------------------------- | ------------------------------ | --------------------------------- | ----------------------------- | --------- |
| 산 보니파초의 백작, 오베르토                | Oberto, Conte di San Bonifacio | 테미스토클레 솔레라               | 밀라노, 라 스칼라 극장        | 1839년    |
| 하루만의 임금님                             | Un Giorno di Regno             | 펠리체 로마니                     | 밀라노, 라 스칼라 극장        | 1840년    |
| 나부코                                      | Nabucco                        | 테미스토클레 솔레라               | 밀라노, 라 스칼라 극장        | 1842년    |
| 롬바르디아 인                               | I Lombardi                     | 테미스토클레 솔레라               | 밀라노, 라 스칼라 극장        | 1843년    |
| 에르나니                                    | Ernani                         | 프란체스코 마리아 피아베          | 베네치아, 라 페니체 극장      | 1844년    |
| 두 사람의 포스카리                          | I due Foscari                  | 프란체스코 마리아 피아베          | 로마, 아르헨티나 극장         | 1844년    |
| 잔 다르크                                   | Giovanna d'Arco                | 테미스토클레 솔레라               | 밀라노, 라 스칼라 극장        | 1845년    |
| 알지라                                      | Alzira                         | 살바토레 캄마라노                 | 나폴리, 산 카를로 극장        | 1845년    |
| 아틸라                                      | Attila                         | 살바토레 캄마라노                 | 베네치아, 라 페니체 극장      | 1846년    |
| 맥베스                                      | Macbeth                        | 프란체스코 마리아 피아베          | 피렌체, 페르골라 극장         | 1847년    |
| 군도                                        | I masnadieri                   | 안드레아 마페이                   | 런던, 여왕 폐하의 극장        | 1847년    |
| 예루살렘 (I Lombardi의 개정판)              | Jérusalem                      | Alphonse Royer와 Gustave Vaëz     | 파리, 왕립 음악 아카데미 극장 | 1847년    |
| 해적                                        | Il corsaro                     | 프란체스코 마리아 피아베          | 트리에스테, 대극장            | 1848년    |
| 레냐노 전투                                 | La battaglia di Legnano        | 살바토레 캄마라노                 | 로마, 아르헨티나 극장         | 1849년    |
| 루이자 밀러                                 | Luisa Miller                   | 살바토레 캄마라노                 | 나폴리, 산 카를로 극장        | 1849년    |
| 스티펠리오                                  | Stiffelio                      | 프란체스코 마리아 피아베          | 트리에스테, 대극장            | 1850년    |
| 리골레토                                    | Rigoletto                      | 프란체스코 마리아 피아베          | 베네치아, 라 페니체 극장      | 1851년    |
| 일 트로바토레                               | Il trovatore                   | 살바토레 캄마라노                 | 로마, 아폴로 극장             | 1853년    |
| 라 트라비아타                               | La Traviata                    | 프란체스코 마리아 피아베          | 베네치아, 라 페니체 극장      | 1853년    |
| 시칠리아인의 저녁 기도                      | Les vêpres siciliennes         | 외젠 스크리브와 Charles Duveyrier | 파리, 왕립 음악 아카데미 극장 | 1855년    |
| 제목 (일 트로바토레에 발레가 첨가된 개정판) | Le trouvère                    | 살바토레 캄마라노                 | 왕립 음악 아카데미 극장       | 1857년    |
| 시몬 보카네그라                             | Simon Boccanegra               | 프란체스코 마리아 피아베          | 베네치아, 라 페니체 극장      | 1857년    |
| 아롤도 (스티펠레오의 개정판)                | Arlodo                         | 프란체스코 마리아 피아베          | 리미니, 누오보 극장           | 1857년    |
| 가면 무도회                                 | Un ballo in maschera           | 안토니오 솜마                     | 로마, 아폴로 극장             | 1859년    |
| 운명의 힘                                   | La forza del destino           | 프란체스코 마리아 피아베          | 상트페테르부르크, 황실 극장,  | 1862년    |
| 맥베스 (개정판)                             | Macbeth                        | 프란체스코 마리아 피아베          | 파리, 리리크 극장             | 1865년    |
| 돈 카를로스                                 | Don Carlos                     | 조셉 메리와 카미유 두로클         | 왕립 음악 아카데미 극장       | 1867년    |
| 운명의 힘 (개정판)                          | La forza del destino           | 프란체스코 마리아 피아베          | 라 스칼라 극장                | 1869년    |
| 아이다                                      | Aida                           | 안토니오 기슬란초니               | 카이로, 카이로 오페라 하우스  | 1871년    |
| 시몬 보카네그라 (1857년 판본의 개정판)      | Simon Boccanegra               | 프란체스코 마리아 피아베          | 라 스칼라 극장                | 1881년    |
| 돈 카를로 (2번째 개정판, 4막 판본)          | Don Carlos                     | 조셉 메리와 카미유 두로클         | 라 스칼라 극장                | 1884년    |
| 돈 카를로 (3번째 개정판, 5막 판본)          | Don Carlos                     | 조셉 메리와 카미유 두로클         | 모데나, Teatro Municipale     | 1886년    |
| 오텔로                                      | Otello                         | 아리고 보이토                     | 라 스칼라 극장                | 1887년    |
| 팔스타프                                    | Falstaff                       | 아리고 보이토                     | 라 스칼라 극장                | 1893년    |

## 그외 작품

### 기악곡(실내악곡)
- 현악4중주 마단조 (1873년)

### 종교음악
- 레퀴엠 진혼미사곡 (1873년~1874년)
- 4편의 성가
- 테 데움

## 악기
주세페 베르디는 어렸을 때 바레찌의 집에서  안톤 토마첵의 피아노를 연주했다. 주세페 베르디는 요한 프리츠의 피아노를 좋아했고, 비엔나 6페달을 사용했다. 1851년 리골레토부터 1871 년 아이다까지 프리츠 피아노를 사용했는데, 이 피아노는 이탈리아 피아 첸차 주에 있는 빌라 베르디에서 볼 수 있다.